# 牧场物语 双子之村
《牧場物語 雙子之村》（日語：牧場物語 ふたごの村）是《牧場物語》系列的第23作，由MMV發行及製作，是NDS遊戲中，牧場物語的第4作傳統牧場物語版本，於2010年2月25日發售。另於2017年12月14日推出名為《牧場物語 雙子之村+》的3DS加強移植版。

## 故事概要
在數百年前，藍鈴村和此花村原本是相處得非常和睦的村子。村子中間有一條隧道打通了兩個村子的聯繫。但是在有一天兩個村長無意在隧道中相遇，兩位村長對於哪一個村的料理較好意見不合而產生了爭執。因為爭吵的聲音太大了而觸怒女神，女神一氣之下讓隧道塌方了，兩個村子就這樣被大石阻擋住了。兩個村子的關係也變得越來越惡劣，直到有一天一位熱愛牧場生活的少女/少年到來，把兩條村子的關係恢復當初。

## 新要素
- 能夠飼養新動物羊駝，羊駝可以產出比起羊毛更高級的毛。
- 主角在2村的衣服會有所不同。
- 繼承太陽的設定，本作能夠種植稻米。
- 冬天能夠種植農作物
- 能與動物競賽的迷你遊戲。
- ２村也能夠飼養寵物，新寵物包括：新品種的狗和貓頭鷹。
- 乘坐彩虹上的馬車，可以來回２村
- 可以自行開拓田地，並利用畝種植農作物。
- 飼養蜜蜂，生產蜂蜜
- 繼承上作（風之集市），本作用水車來製造物品。
- 繼承礦石鎮的設定，本作再次能夠種植各種不同類型的花朵。
- 農作物再次增加，在掌機系列上，出現新農作物：西瓜（夏天作物）

## 人物介紹
主人公／主角
來到牧埸生活的少年/少女，因為對於城市的生活感到厭倦，所以來到牧埸物語生活。

## 此花村－村民
（如果名字旁邊有（♥）的符號為戀愛對象之一）
| 性 別 | 名 字         | 家 人                  | 生 日        | 其他資料                                         |
| 女    | 伊爾薩        | 兒子－琉伊             | 夏の月５日   | 性格強悍，此花村的村長，居於此花村公所           |
| 男    | 琉伊          | 母親－伊爾薩           | 秋の月１６日 | 活潑好動，村長的兒子，居於此花村公所             |
| 男    | 古恩貝        | 孫女－娜娜             | 冬の月２２日 | 娜娜的爺爺，經營及居住種子店                     |
| 女    | 娜娜（♥）     | 爺爺－古恩貝           | 春の月２７日 | 古恩貝的孫女，會幫忙爺爺打理田地和煮食           |
| 女    | 索娜          | 孫女－瑪奧             | 冬の月１２日 | 瑪奧的奶奶，經營及居於食堂                       |
| 女    | 瑪奧          | 奶奶－索娜             | 冬の月１９日 | 索娜的孫女，身體不好的文靜小女孩，居於食堂       |
| 女    | 菖蒲          | 醫學徒－千尋           | 秋の月３０日 | 醫術高明的女醫生，經營及居於醫院                 |
| 男    | 千尋（♥）     | 老師－菖蒲             | 冬の月５日   | 醫院見習生，目標是成為醫生，經營及居於醫院       |
| 男    | 扎烏利        | 侄女－莉可麗絲         | 春の月６日   | 莉可麗絲的叔父，經營及居於果樹園                 |
| 女    | 莉可麗絲（♥） | 叔父－扎烏利           | 冬の月２７日 | 扎烏利的侄女，是植物研究員，居於果樹園           |
| 男    | 奇利克（♥）   | 沒有                   | 夏の月１３日 | 熱愛馬的男子，經營及居於馬屋                     |
| 男    | 神。羅        | 沒有                   | 秋の月８日   | 熱愛熊貓，是位鍛造師，會發出委託幫主角的工具改造 |
| 男    | 穆喬          | 哥哥－弗喬、弟弟－盧喬 | 夏の月１２日 | 與哥哥弟弟居於不同村莊，獨居者，經營及居於雜貨店 |

## 藍鈴村－村民
（如果名字旁邊有（♥）的符號為戀愛對象之一）
| 性 別 | 名 字         | 家 人                          | 生 日        | 其他資料                                                                       |
| 男    | 魯特加        | 妻子－蘿茲                     | 春の月１６日 | 外國人血統的藍鈴村村長，經營及居於村公所                                       |
| 女    | 蘿茲          | 丈夫－魯特加                   | 秋の月２３日 | 魯特加的太太，充滿元氣的婦人，居於藍鈴村公所                                   |
| 女    | 杰西卡        | 兒子－亞修、女兒－雪莉露       | 夏の月１７日 | 亞修和雪莉露的母親，經營及居於動物屋，負責有關動物的買賣及妊娠                 |
| 男    | 亞修（♥）     | 媽媽－杰西卡、妹妹－雪莉露     | 春の月２０日 | 杰西卡和雪莉露的家人，負責動物屋的牧場工作及居於動物屋                         |
| 女    | 雪莉露        | 媽媽－杰西卡、哥哥－亞修       | 春の月２４日 | 杰西卡和亞修的家人，經營及居於動物屋，負責動物相關道具                         |
| 女    | 艾琳          | 沒有                           | 冬の月９日   | 會發出委託幫主角進行增築改建，平常看起來是一位溫柔的女性，但工作起上來會很盡力 |
| 男    | 霍華德        | 女兒－莉亞、室友－卡米爾       | 秋の月２７日 | 莉亞的父親，喜歡美麗事物的男子，經營及居於咖啡店                               |
| 女    | 莉亞（♥）     | 父親－霍華德、青梅竹馬－卡米爾 | 夏の月２３日 | 霍華德的女兒，卡米爾的青梅竹馬，居於咖啡店                                     |
| 男    | 卡米爾（♥）   | 室友－霍華德、青梅竹馬－莉亞   | 秋の月１日   | 霍華德的室友，莉亞的青梅竹馬，經營花店和居於咖啡店                             |
| 男    | 古拉尼        | 女兒－拉茲貝莉                 | 夏の月７日   | 拉茲貝莉的爸爸，經營及居於馬屋                                                 |
| 女    | 拉茲貝莉（♥） | 父親－古拉尼                   | 春の月４日   | 古拉尼的女兒，負責馬場的打理工作和居於馬屋                                     |
| 男    | 弗喬          | 二弟－穆喬、三弟－盧喬         | 夏の月４日   | 三兄弟中的大哥，與盧喬居於藍鈴村的雜貨店，負責雜貨店工作                       |
| 男    | 盧喬          | 大哥－弗喬、二哥－穆喬         | 夏の月２６日 | 三兄弟中的三弟，與大哥同住，幫忙做點貨及餵養雞的工作                           |

## 其他村民角色
其他村民的意思是，並不是遊戲一開始存在的角色，需要登場條件才會出現的角色，他們亦不會有家人
（如果名字旁邊有（♥）的符號為戀愛對象之一）
| 性 別 | 名 字                 | 生 日        | 所屬村莊               | 其他資料 | 登場條件                                                               |
| 男    | 羅萬                  | 秋の月４日   | 藍鈴村                 | 兩村唯一的神父，常常為村民向女神大人祈求幸福 | 第１年冬天３日，在主角家中登埸                                         |
| 女    | 艾瑞拉（♥）           | 冬の月１７日 | 藍鈴村                 | 是個修女，結婚後並不會懷孕，對女神大人很忠誠。需要集齊耀珠（すてき）後向女神許願和她結婚才可以解鎖                                                                                  | 第２年秋天後，晴天，２２：００後，徒步就到山頂（選項是第２個）         |
| 男    | 迪魯卡（♥）           | 夏の月１２日 | 此花村                 | 是個郵差，經常在兩村走動，此花村的紅屋頂小屋是他的家 | 第１年夏天後，晴天，ＡＭ１０：００－１８：５９，徒步從山道走入此花村   |
| 女    | 賢者大人／優萊卡（♥） | 冬の月３０日 | 藍鈴村位置的山中       | 是個鍊金術師，居於藍鈴村山道第２張地圖中，需要使用彈跳蘑菇，再使用岩石滑索道的右邊                                                                                                  | 第２年後，晴天，２０：００後，徒步從藍鈴村左山道進入賢者大人住宅的地圖 |
| 男    | 米海爾（♥）           | 秋の月１２日 | 主角居住的村子的村公所 | 是個音樂家，在秋天１０日的音樂節中會演奏小提琴，每年的夏天３１日會離開村子，在秋天５日才會回來。平時住在村役所，主角要是搬家他也會跟到新的村莊。另外，他在音樂祭演奏的是過去作的BGM | 第１年秋天７日，在主角的家中登場                                       |
| 女    | 女神大人              | 春の月８日   | 山頂的泉／女神之泉     | 在達成事件、料理大賽和升級後會出現。性格有點殘念，是兩村不和的罪魁禍首 | 第１年春天２１日，在自宅家中登埸                                       |

## 新娘候補
主角與以下對象戀愛到一定的花卉級數時會發生情敵事件，有情敵對應的只有原本登場的戀愛對象，情敵事件要自行觸法，結婚後並不能觸發，要注意這一點！

### 此花村
| 名字     | 生日         | 情敵         | 喜歡的約會地點     | 一般的約會地點 | 討厭的約會地點 |
| 娜娜     | 春の月２７日 | 此花村－千尋 | 樹下、橋上、河邊   | 長椅           | 泉             |
| 莉可麗絲 | 冬の月２７日 | 藍鈴村－亞修 | 樹下、索娜食堂、泉 | 休息處         | 山腰           |

### 藍鈴村
| 名字     | 生日         | 情敵           | 喜歡的約會地點                 | 一般的約會地點 | 討厭的約會地點 |
| 莉亞     | 夏の月２３日 | 藍鈴村－卡米爾 | 教會附近、廣場、花壇前         | 泉             | 隧道前         |
| 拉茲貝莉 | 春の月４日   | 此花村－奇利克 | 村邊、布提。霍華德、薛。古拉尼 | 山頂           | 瀑布附近       |

## 新郎候補

### 此花村
| 名字   | 生日         | 情敵             | 喜歡的約會地點               | 一般的約會地點 | 討厭的約會地點 |
| 千尋   | 冬の月５日   | 此花村－娜娜     | 索娜食堂、休息處、千尋的房間 | 樹下           | 山頂           |
| 奇利克 | 夏の月１３日 | 藍鈴村－拉茲貝莉 | 樹下、橋下、青梅竹馬         | 休息處         | 長椅           |

### 藍鈴村
| 名字   | 生日         | 情敵             | 喜歡的約會地點                 | 一般的約會地點 | 討厭的約會地點 |
| 卡米爾 | 秋の月１日   | 藍鈴村－莉亞     | 村邊、花壇前、河邊             | 教會附近       | 廣場           |
| 亞修   | 春の月２０日 | 此花村－莉可麗絲 | 布提。霍華德、廣場、薛。古拉尼 | 隧道前         | 川邊           |

## 3DS版 雙子之村+
於2017年發佈有3DS加強移植版在同年12月14日發售。
命名為雙子之村+的加強版追加內容及修訂
1.遊戲畫面及像素提升
2.創造主角能夠自選5種不同類型
3.動物撫摸互動元素
4.結婚對象會有婚後圖及事件
5.與玩家通信可以獲得各種道具
6.會有後續更新內容下載提供
7.追加影片曲目「ふたごの牧場」
-歌手為「ドリーミング」、作詞作曲為「池波晏寿」。

## 外部連結
- 官方網站 （页面存档备份，存于）